# Don Towsley
Don F. Towsley est un dessinateur et animateur américain, né le 11 mai 1912 à Milwaukee, Wisconsin et décédé le 25 novembre 1986 à Los Angeles, Californie. Il a travaillé pour les studios Disney dans les années 1940 et pour la Metro-Goldwyn-Mayer dans les années 1960.

## Filmographie
- 1940 : Pinocchio
- 1940 : L'Entreprenant M. Duck (Mr. Duck Steps Out, non crédité)
- 1940 : Fantasia séquence Symphonie pastorale (supervision animation)
- 1941 : Dumbo
- 1942 : Donald bagarreur (Donald's Snow Fight, non crédité)
- 1942 : Bambi (non crédité)
- 1944 : The Plastics Inventor
- 1945 : The Clock Watcher
- 1945 : Donald amoureux (Donald's Crime)
- 1945 : Cured Duck
- 1945 : Old Sequoia
- 1946 : Donald et son double (Donald's Double Trouble)
- 1946 : Wet Paint
- 1946 : Dumb Bell of the Yukon
- 1947 : It's a Grand Old Nag (supervision animation)
- 1947 : Sleepy Time Donald
- 1947 : Le Dilemme de Donald (Donald's Dilemma)
- 1947 : Crazy with the Heat
- 1947 : Wide Open Spaces
- 1948 : Drip Dippy Donald
- 1960 : Talking of Tomorrow
- 1961 : Yogi l'ours (The Yogi Bear Show) (série télévisée, quelques épisodes)
- 1961 : Disneyland (1 épisode)
- 1964 : Is There a Doctor in the Mouse?
- 1964 : Much Ado About Mousing
- 1964 : The Unshrinkable Jerry Mouse
- 1964 : The Cat Above and the Mouse Below
- 1964 : Snowbody Loves Me
- 1965 : The Brothers Carry-Mouse-Off
- 1965 : Ah, Sweet Mouse-Story of Life
- 1965 : Duel Personality
- 1965 : Jerry-Go-Round
- 1965 : Of Feline Bondage
- 1965 : Bad Day at Cat Rock
- 1965 : The Cat's Me-Ouch
- 1965 : The Year of the Mouse
- 1965 : Haunted Mouse
- 1965 : Tom-ic Energy
- 1965 : I'm Just Wild About Jerry
- 1965 : The Man from Button Willow (en)
- 1965 : The Dot and the Line: A Romance in Lower Mathematics (supervision animation, 1965)
- 1966 : The A-Tom-inable Snowman
- 1966 : Filet Meow
- 1966 : Catty-Cornered
- 1966 : Puss 'n' Boats
- 1966 : Love Me, Love My Mouse
- 1966 : Jerry, Jerry, Quite Contrary
- 1966 : Comment le Grinch a volé Noël ! (TV)
- 1967 : Rock 'n' Rodent
- 1967 : O-Solar-Meow
- 1967 : The Mouse from H.U.N.G.E.R.
- 1967 : Cat and Dupli-cat
- 1967 : Guided Mouse-ille
- 1967 : Surf-Bored Cat
- 1967 : Purr-Chance to Dream
- 1967 : Advance and Be Mechanized
- 1967 : Cannery Rodent
- 1967 : The Bear That Wasn't
- 1968 : The Night Before Christmas (TV)
- 1969 : Carte Blanched
- 1969 : Pink on the Cob
- 1970 : Sabrina and the Groovie Goolies (série télévisée, réalisateur animation, 1970)
- 1971 : Archie's TV Funnies (série télévisée, réalisateur animation, 1971)
- 1972 : T'as l'bonjour d'Albert (série télévisée, réalisateur animation, 1972-1976)
- 1973 : Lassie's Rescue Rangers (série télévisée, réalisateur animation, 1973)
- 1977 : Space Sentinels (série télévisée, réalisateur animation)
- 1980 : Mickey Mouse Disco